# Turborider
Turborider é o quinto álbum da banda de rock finlandesa Reckless Love, lançado em 25 de março de 2022 pela AFM Records e produzido por Joonas Parkkonen. Ele foi originalmente programado para ser lançado em 25 de fevereiro, mas foi adiado devido a limitações impostas pela pandemia do COVID-19 que os impediram de distribuir as cópias físicas do álbum.
Foi lançado como CD, LP e uma caixa especial que inclui um videogame portátil.
O primeiro single e clipe (dirigido por Pete Voutilainen Regie), "Outrun", foi lançado em 10 de setembro de 2021. O segundo single, "Eyes of a Maniac", foi lançado em 19 de novembro de 2021. A faixa-título foi lançada como terceiro single em 21 de janeiro de 2022, com um vídeo vindo dez dias depois. O cover deles de "Bark at the Moon" de Ozzy Osbourne foi lançado como o quarto single em 4 de março de 2022.

## Faixas
| Faixas de Turborider | |         |  |
| N.º                  | Título                                                                                                 | Duração |  |
| 1.                   | "Turborider"                                                                                           | 4:25    |  |
| 2.                   | "Eyes of a Maniac" (Olhos de um Maníaco)                                                               | 3:21    |  |
| 3.                   | "Outrun" (Correr Mais Rápido (letra por Janne Rintala e Olli Herman; música por Olli e Pepe Reckless)) | 3:11    |  |
| 4.                   | "Kids of the Arcade" (Crianças do Fliperama)                                                           | 3:34    |  |
| 5.                   | "Bark at the Moon" (Lata para a Lua (cove de Ozzy Osbourne)                                            | 4:13    |  |
| 6.                   | "Prelude (Flight of the Cobra)" (Prelúdio (Voo da Cobra) (instrumental))                               | 0:47    |  |
| 7.                   | "Like a Cobra" (Como uma Cobra)                                                                        | 3:01    |  |
| 8.                   | "For the Love of Good Times" (Pelo Amor dos Bons Tempos)                                               | 3:02    |  |
| 9.                   | "'89 Sparkle" (Faísca de 89)                                                                           | 3:16    |  |
| 10.                  | "Future Lover Boy" (Amante do Futuro)                                                                  | 3:02    |  |
| 11.                  | "Prodigal Sons" (Filhos Prodígio)                                                                      | 3:17    |  |
| Duração total:       | Duração total:                                                                                         | 35:09   |  |

## Recepção
| Críticas profissionais        | Críticas profissionais |
| Avaliações da crítica         | Avaliações da crítica  |
| Fonte                         | Avaliação              |
| ----------------------------- | ---------------------- |
| Angry Metal Guy               | 3.0/5.0                |
| Brave Words & Bloody Knuckles | 9.0/10                 |
| Metal Hammer (Alemanha)       | 4/7                    |
| Soundi                        | [ 12 ]                 |

Nick Balazs, do Brave Words & Bloody Knuckles, admitiu que Turborider seria "um lançamento divisor". Ele ficou feliz que o guitarrista Pepe, embora "em segundo plano", ainda conseguisse "mostrar suas habilidades e florescer ritmicamente e em solos altos e orgulhosos". Ele elogiou a banda por "criar essa mistura de synth-pop metal mantendo as faixas curtas e diretas" e terminou sua crítica dizendo que "Turborider explode o passado em direção ao futuro e sua direção ousada é digna de aplausos. [...] se alguma banda foi capaz de fazer uma mudança de sucesso como essa, são os meninos do Reckless Love.
Na Tuonela Magazine, Andrea C. disse que "é justo dizer que as escolhas estéticas e musicais de 'Turborider' podem não ser a praia de todos, mas você pelo menos tem que respeitar a coragem da banda por manter sua visão". Ele não gostou do cover de "Bark at the Moon" de Ozzy Osbourne e comentou que "os sintetizadores e as batidas dançantes são divertidos e agradáveis, mas o fato de quase todas as músicas terem essa camada computadorizada adicionada aos vocais paga seu preço no ouvido depois de um tempo". Ele admitiu que o álbum é "um pouco para ouvintes específicos, pois não atende ao gosto de todos. [... ] RECKLESS LOVE assumiu um grande risco ao sair de seu sono de 5 anos com tal trabalho e só o tempo pode dizer se sua aposta valeu a pena ou não."
Em uma crítica mista para Angry Metal Guy, El Cuervo disse que a primeira versão do álbum "foi muito divertida", mas a partir da segunda ele notou que "o álbum é tão pequeno, tão superproduzido, tão liricamente-superficial que quase parecia fabricado". Ele concluiu que a banda é "econômica acima de tudo, escrevendo com exatamente quantas pontes sólidas, refrãos e solos forem necessários", mas criticou a produção por ser "toda barulhenta, estéril e indiscutivelmente desagradável".
Mape Ollila, do Soundi, comparou o Turborider ao Turbo do Judas Priest, pois é "um passo ousado e grande, mas também vagamente questionável, de uma fórmula bem percebida". Ele reconheceu a capacidade da banda de ainda escrever músicas pesadas, mas também achou que o cover de Ozzy Osbourne era "desnecessário".
Na edição alemã da Metal Hammer, Matthias Mineur descreveu o álbum como uma mistura de "Duran Duran e ABBA com citações recorrentes de Def Leppard da era Hysteria e grooves estóicos de música disco". Ele achou que era "lógico que o Reckless Love desse ao seu novo disco um som estéril, quase plástico".

## Créditos
Conforme Tuonela Magazine:
- Olli Herman – vocais
- Pepe Reckless – guitarra solo
- Hessu Maxx – bateria
- Jalle Verne – baixo
- Joonas Parkkonen – produção
- Svante Forsbäck – masterização[7]

## Paradas
| Parada (2022)                       | Maior colocação |
| ----------------------------------- | --------------- |
| Finlândia (Suomen virallinen lista) | 3               |
| Suíça (Schweizer Hitparade)         | 84              |